# 리카르도 로드리게스 (프로레슬링 선수)

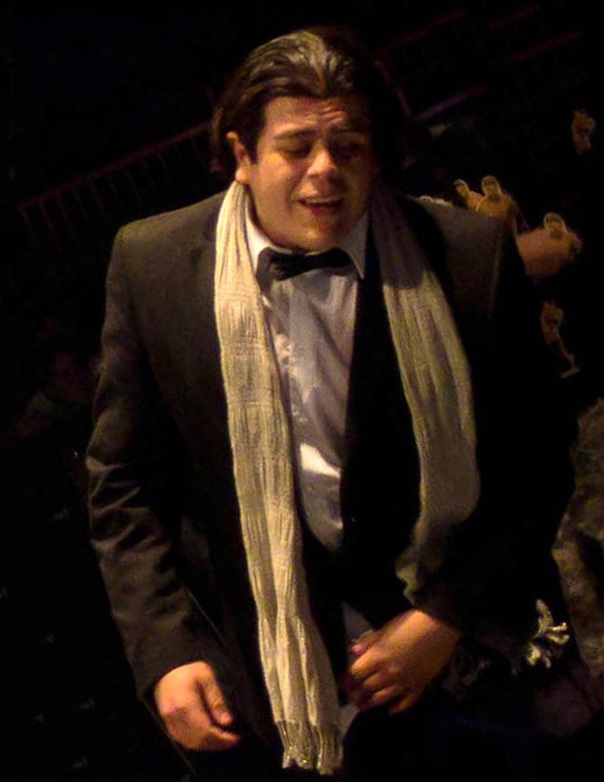
리카르도 로드리게스

리카르도 로드리게스(Ricardo Rodriguez, 1986년 2월 17일 ~ )는 미국의 남자 프로레슬링선수다. 본명은 헤수스 로드리게스(Jesús Rodríguez)다. 2005년 프로레슬링 입문으로써 예전에 선수로 활동한적이 있었다. 키는 182cm(6 ft 0 in)에다가 몸무게는 102kg(225 lb )이며 피니쉬는 치미이라츠 스플래쉬(다이빙 코크스크류 사백오십도 스플래쉬), 런닝 스플래쉬, 스윙 스파인버스터, 치미이라츠 쿠션(다이빙 시티드 센턴), 뷰티 인 모션(다이빙 레그 드롭), 다이빙 헤드벗 드롭, 리프팅 인버티드 디디티, 싯아웃 벨리 투 백 파일드라이버, 로드리게스 커터(점핑 인버티드 커터), 로드리게스 프레스(다이빙 코크스크류 슈팅 스타 프레스), 치미이라츠 레이지(다이빙 코크스크류 문설트), 점핑 백 엘보우 스매쉬로 사용을 한다. WWE에서 활동하다가 2014년 8월초에 방출 당했다가 현재 2017년에서도 은퇴를 한다.

## Professional wrestling highlights
- Finishing moves
  - As Chimaera
    - Beauty in Motion (Diving leg drop) - 2009-2010
    - Chimaera's Cushion (Diving seated senton) - 2005-2007
    - Chimaera's Rage (Diving corkscrew moonsault) - 2010
    - Diving headbutt drop - 2007-2009
    - Jumping back elbow smash - 2007-2009
    - Lifting inverted DDT - 2009-2010
    - Sitout belly-to-back piledriver - 2010
    - Swinging spinebuster - 2005-2007

  - As Ricardo Rodriguez
    - Rodriguez Cutter (Jumping inverted cutter) - 2012-2014
    - Rodriguez Press (Diving corkscrew shooting star press) - 2012-2014
    - Chimaera's Rage (Diving corkscrew moonsault) - 2010-2012
    - Running splash - 2010-2012
- Signature moves
  - Back body drop
  - Body slam
  - Corner springboar enzuigiri
  - Delayed vertical suplex
  - Diving back elbow smash
  - Diving moonsault
  - Front dropkick
  - Jumping neckbreaker
- Wrestlers managed
  - Alberto Del Rio
  - Rob Van Dam
- Entrance themes
  - "Realeza" by Jim Johnston (WWE; 2010-2013)
  - "Hot Tamales" by Ira Ingber and Gary Tigerman (WWE; 2012-2013)
  - "Realeza 2013" by Jim Johnston (WWE; 2013)
  - "One of a Kind" by Breaking Point (WWE; 2013)
  - "Cyboid" by	Druu (WWE NXT; 2014)

## 수상
- 월드 BPW 맥스웨이트 챔피언 (1회)
- IWL 태그팀 챔피언 (1회) - 에릭 와츠
- NWPW 태그팀 챔피언 (1회) - 잭슨 와츠
- PWI 랭크드 힘 #434 오프 더 탑 500 싱글즈 레슬러 인 더 PWI 500 인 더 2015 앤 2016
- 월드 벤데타 프로 트리 포스웨이트 챔피언 (1회)
- 월드 벤데타 프로 트리 포스웨이트 챔피언 토너먼트
- WWC 월드 푸에르토리코 헤비웨이트 챔피언 (1회)
- 베스트 낫 레슬러 (2011)
- CWX 월드 루차 리브레웨이트 챔피언 (1회)
- NWT/NTLL 월드 라이트 헤비웨이트 챔피언 (1회)